# Malgesso

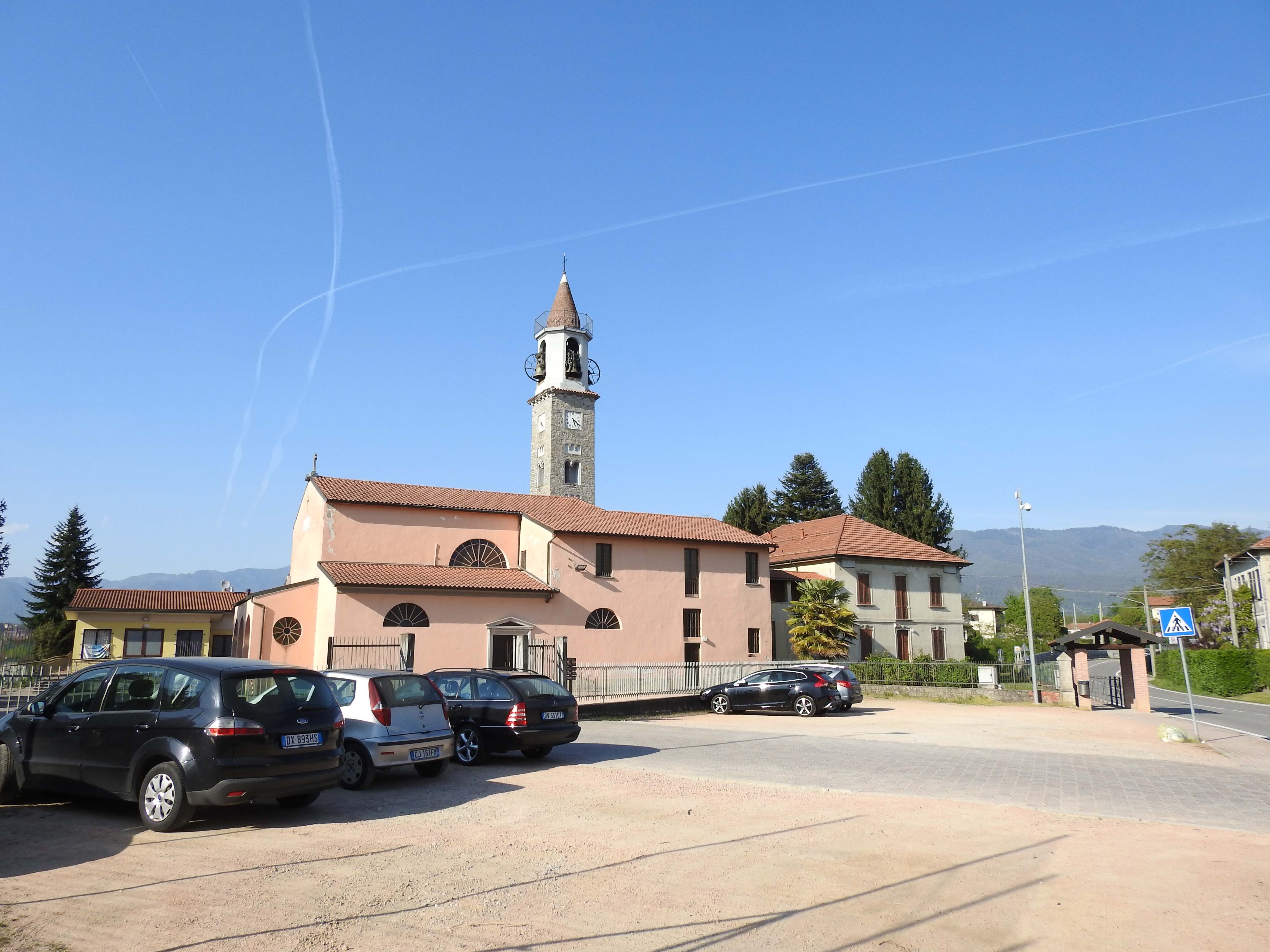
San Michele Arcangelo in Malgesso

Malgesso ist eine Fraktion der italienischen Gemeinde (comune) Bardello con Malgesso e Bregano in der Provinz Varese, Region Lombardei.

## Geographie
Die Ortschaft liegt etwa 11,5 Kilometer westnordwestlich von Varese.

## Geschichte
Das zur Pieve von Brebbia gehörende Dorf Malgesso, das in den Statuten der Straßen und Gewässer der Grafschaft Mailand als Malgesio bezeichnet wird, gehörte zu den Gemeinden, die zur Instandhaltung der Straße von Rho beitrugen (1346). Das Gebiet war Teil des Lehens von Brebbia und ging 1412 an die Familie Besozzo über. Ende des 15. Jahrhunderts ging es in den Besitz der Familie Trivulzio über und ab 1513 gehörte es der Familie Visconti Borromeo.
In den Registern des Estimo (Grundbuch) des Herzogtums Mailand von 1558 und den nachfolgenden Aktualisierungen im 17. Jahrhundert war Malgesso noch in derselben Pieve enthalten. Nach den Antworten auf die 45 Fragen von 1751 der II. Junta der Volkszählung war Malgesso, das immer zur Pieve von Brebbia gehörte, mit dem Grafen Giulio Visconti Borromeo Arese belehnt, der dafür 13 Lire und 11 Soldi pro Jahr erhielt. Als Hauptrichter wurde der Vikar von Seprio in Gallarate herangezogen, ohne eine Summe zu zahlen; der Konsul der Gemeinde leistete einen Eid auf diese Bank. Der Podestà von Gavirate war für kleinere Ämter zuständig.
Die Gemeinde verfügte nicht über einen allgemeinen, sondern einen besonderen Rat. Der Konsul informierte die Familienoberhäupter acht Tage vor den Wahlen und ging von Haus zu Haus. Die Versammelten wählten 12 Familienoberhäupter, die als die fähigsten angesehen wurden. Die Namen der Auserwählten wurden in einen Hut geworfen, aus dem der Konsul zwei Namen zog, die für ein Jahr zu Stellvertretern gewählt wurden, woraufhin zwei weitere Namen aus der Gruppe der Zwölf gezogen wurden, die für das folgende Jahr als Stellvertreter fungierten, und so weiter, bis alle zwölf Namen aufgebraucht waren. Die Abgeordneten kümmerten sich um die öffentlichen Angelegenheiten der Gemeinde und überwachten die Gerechtigkeit der öffentlichen Ausschüttungen. Ab 1733 wurde das Amt des Kanzlers Giovanni Battista Cotta anvertraut, der ein Gehalt von 20 Lire erhielt und für die Aufbewahrung der öffentlichen Akten zuständig war, die in einer besonderen Truhe aufbewahrt wurden.
Nach dem vorübergehenden Zusammenschluss der lombardischen Provinzen mit dem Königreich Sardinien wurde die Gemeinde Malgesso mit 475 Einwohnern, die von einem 15-köpfigen Gemeinderat und einem zweiköpfigen Stadtrat verwaltet wird, auf der Grundlage der durch das Gesetz vom 23. Oktober 1859 festgelegten Gebietsaufteilung in das Mandamento VII von Gavirate, Bezirk II von Varese, Provinz Como, aufgenommen. Bei der Gründung des Königreichs Italien im Jahr 1861 hatte die Gemeinde 450 Einwohner (Volkszählung 1861). Nach dem Gemeindegesetz von 1865 wurde die Gemeinde von einem Bürgermeister, einer Junta und einem Rat verwaltet. Im Jahr 1867 wurde die Gemeinde in denselben Bezirk, Kreis und dieselbe Provinz eingegliedert (Verwaltungsbezirk 1867).
Im Jahr 1924 wurde die Gemeinde in den Bezirk Varese der Provinz Como eingegliedert. Nach der Gemeindereform von 1926 wurde die Gemeinde von einem Podestà verwaltet. Im Jahr 1927 wurde die Gemeinde der Provinz Varese zugeschlagen. Nach der Gemeindereform von 1946 wurde die Gemeinde Malgesso von einem Bürgermeister, einer Junta und einem Gemeinderat verwaltet. Im Jahr 1971 hatte die Gemeinde Malgesso eine Fläche von 278 Hektar.
Im Februar 2022 stimmten 63,97 % der Bürger von Malgesso in einem Referendum für einen Zusammenschluss der Gemeinde mit den Nachbargemeinden Bardello und Bregano. Im Oktober 2022 stimmte der Regionalrat der Fusion zu und am 1. Januar 2023 entstand die neue Gemeinde Bardello con Malgesso e Bregano. Die Gemeinde Malgesso gehörte zur Comunità montana Valli del Verbano und besaß eine Fläche von 2,78 km². Die Nachbargemeinden waren Bardello, Besozzo, Brebbia, Bregano und Travedona-Monate.

## Bevölkerung
| Bevölkerungsentwicklung | Bevölkerungsentwicklung | Bevölkerungsentwicklung | Bevölkerungsentwicklung | Bevölkerungsentwicklung | Bevölkerungsentwicklung | Bevölkerungsentwicklung | Bevölkerungsentwicklung | Bevölkerungsentwicklung | Bevölkerungsentwicklung | Bevölkerungsentwicklung | Bevölkerungsentwicklung | Bevölkerungsentwicklung | Bevölkerungsentwicklung | Bevölkerungsentwicklung |
| ----------------------- | ----------------------- | ----------------------- | ----------------------- | ----------------------- | ----------------------- | ----------------------- | ----------------------- | ----------------------- | ----------------------- | ----------------------- | ----------------------- | ----------------------- | ----------------------- | ----------------------- |
| Jahr                    | 1751                    | 1805                    | 1853                    | 1871                    | 1881                    | 1901                    | 1921                    | 1951                    | 1971                    | 1991                    | 2001                    | 2011                    | 2016                    | 2021                    |
| Einwohner               | 165                     | 348                     | *416                    | 516                     | 669                     | 843                     | 768                     | 581                     | 853                     | 998                     | 1113                    | 1290                    | 1310                    | 1235                    |

- 1809 Fusion mit Bardello

## Verkehr
Durch Malgesso führt die Strada Statale 629 del Lago di Monate von Vergiate nach Gemonio.